# نوفوميتشورينسك

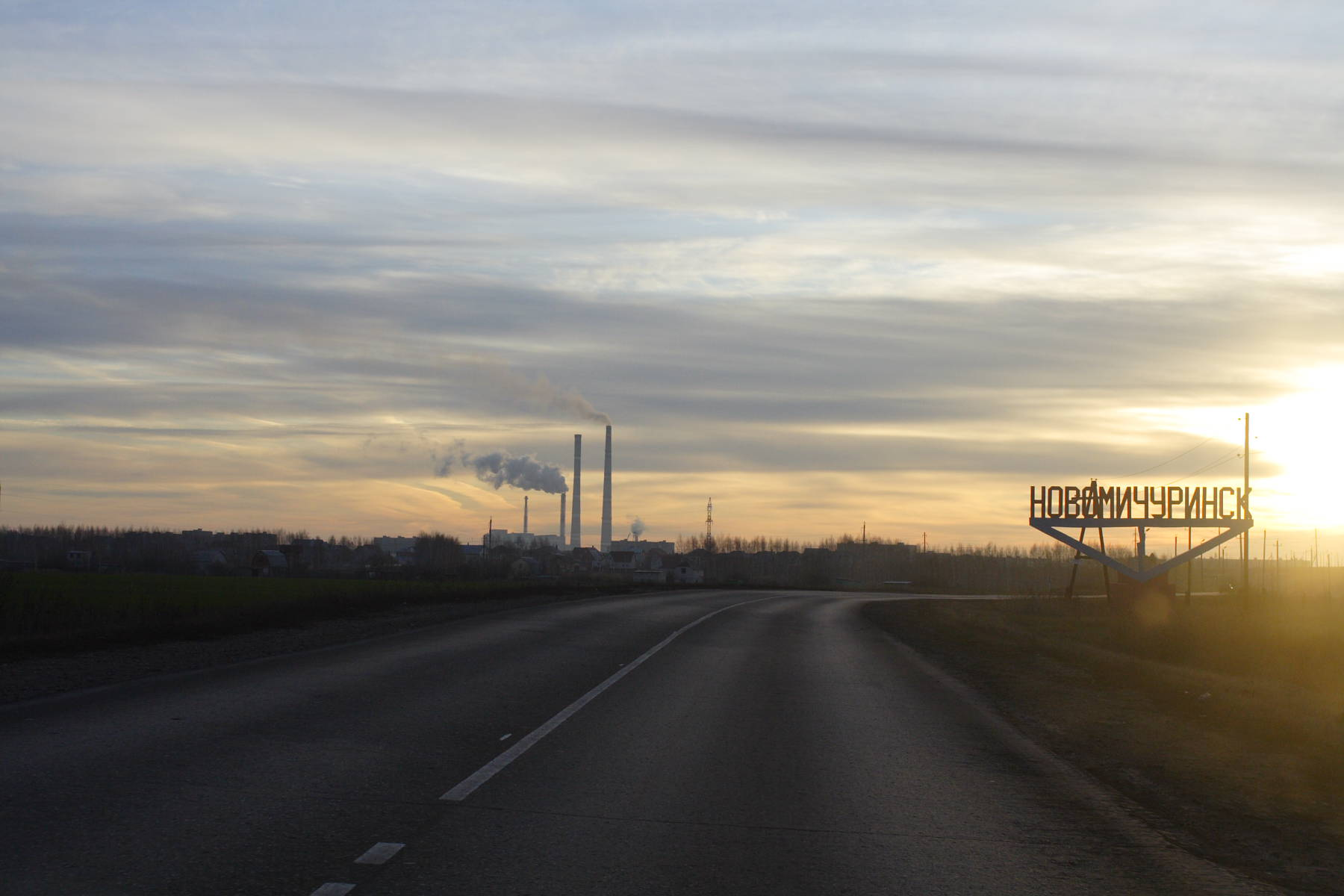

نوفوميتشورينسك (بالروسية: Новомичуринск) هي إحدى مدن روسيا في الكيان الفدرالي الروسي ريازان أوبلاست.

## أعلام
- يوري بيكوف